# Chelidonium
- Commons
- Wikispecies

Chelidonium L. (quelidónia) é um gênero botânico da família Papaveraceae.

## Sinonímia
- Coreanomecon Nakai

## Espécies
- Chelidonium majus (Quelidónia-maior)
- Lista completa

## Ligações externas

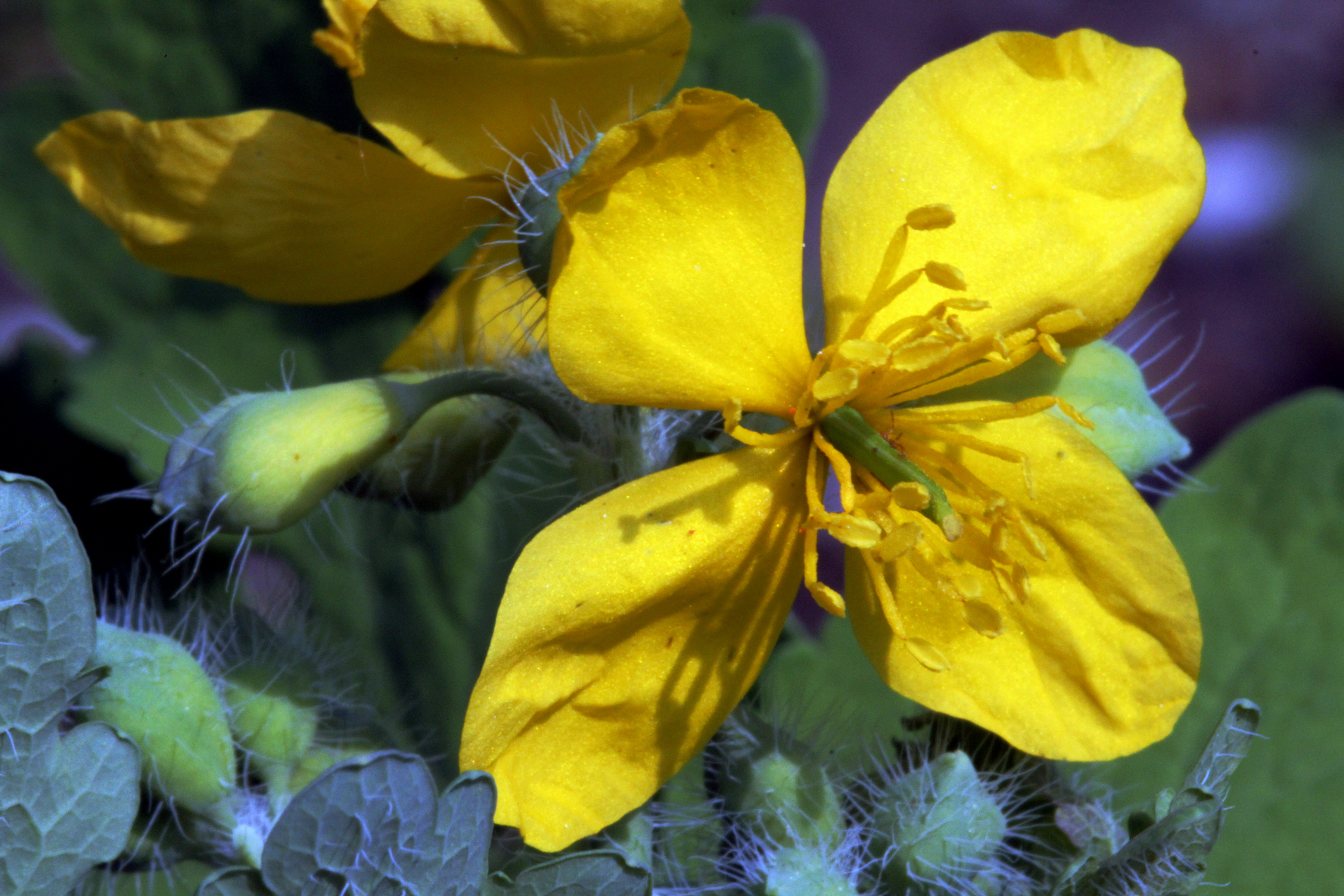
Flower

## Classificação do gênero
| Sistema | Classificação                      | Referência               |
| ------- | ---------------------------------- | ------------------------ |
| Linné   | Classe Polyandria, ordem Monogynia | Species plantarum (1753) |